# Citadel: Honey Bunny
Citadel: Honey Bunny és una sèrie de televisió d'espionatge índia dirigida per Raj i DK, que va coescriure el guió amb Sita Menon. És una sèrie derivada i preqüela de l'estatunidenca Citadel a Amazon Prime Video. Segueix la història de la Honey i en Bunny, pares del personatge de la Nadia Sinh, interpretada per Priyanka Chopra a la sèrie original. S'ha subtitulat al català.
Es va estrenar el 6 de novembre de 2024. És protagonitzada per Varun Dhawan i Samantha Ruth Prabhu com a personatges principals amb Kay Kay Menon, Simran, Sikandar Kher, Saqib Saleem, Soham Majumdar, Shivankit Singh Parihar i Thalaivaasal Vijay en papers secundaris.
El desembre de 2022, Anthony i Joe Russo van anunciar la sèrie derivada índia de Citadel.
El rodatge de la sèrie va començar el gener de 2023. La sèrie es va rodar a Sèrbia i l'Índia. El rodatge es va acabar el 13 de juliol de 2023.